# آب‌انبار باب‌الحکم
آب‌انبار باب‌الحکم مربوط به اواخر دوره صفوی است و در شهرستان بردسکن، بخش انابد، دهستان صحرا، روستای باب‌الحکم واقع شده و این اثر در تاریخ ۳ خرداد ۱۳۸۶ با شمارهٔ ثبت ۱۹۱۹۹ به‌عنوان یکی از آثار ملی ایران به ثبت رسیده است.